# Deportivo Alavés 2023-2024
Questa voce raccoglie le informazioni riguardanti il Deportivo Alavés nelle competizioni ufficiali della stagione 2023-2024.

## Maglie e sponsor
| Casa | Trasferta |

## Rosa
In corsivo i calciatori ceduti durante la stagione
| N. |                      | Ruolo | Calciatore          |
| -- | -------------------- | ----- | ------------------- |
| 1  | Spagna (bandiera)    | P     | Antonio Sivera      |
| 2  | Spagna (bandiera)    | D     | Álex Sola           |
| 3  | Spagna (bandiera)    | D     | Rubén Duarte        |
| 4  | Serbia (bandiera)    | D     | Aleksandar Sedlar   |
| 5  | Marocco (bandiera)   | D     | Abdel Abqar         |
| 6  | Spagna (bandiera)    | C     | Ander Guevara       |
| 7  | Senegal (bandiera)   | A     | Mamadou Sylla       |
| 8  | Spagna (bandiera)    | C     | Antonio Blanco      |
| 9  | Spagna (bandiera)    | A     | Miguel de la Fuente |
| 9  | Spagna (bandiera)    | A     | Jon Karrikaburu     |
| 10 | Romania (bandiera)   | C     | Ianis Hagi          |
| 11 | Spagna (bandiera)    | A     | Luis Rioja          |
| 14 | Argentina (bandiera) | D     | Nahuel Tenaglia     |
| 15 | Spagna (bandiera)    | A     | Kike García         |

| N. |                               | Ruolo | Calciatore         |
| -- | ----------------------------- | ----- | ------------------ |
| 16 | Spagna (bandiera)             | D     | Rafa Marín         |
| 17 | Spagna (bandiera)             | A     | Xeber Alkain       |
| 18 | Spagna (bandiera)             | C     | Jon Guridi         |
| 19 | Serbia (bandiera)             | D     | Nikola Maraš       |
| 20 | Argentina (bandiera)          | A     | Giuliano Simeone   |
| 21 | Algeria (bandiera)            | A     | Abde Rebbach       |
| 22 | Spagna (bandiera)             | D     | Carlos Vicente     |
| 23 | Uruguay (bandiera)            | C     | Carlos Benavídez   |
| 27 | Spagna (bandiera)             | D     | Javi López         |
| 29 | Argentina (bandiera)          | A     | Joaquín Panichelli |
| 31 | Guinea Equatoriale (bandiera) | P     | Jesús Owono        |
| 32 | Spagna (bandiera)             | A     | Samu Omorodion     |
| 37 | Rep. Dominicana (bandiera)    | A     | José de León       |

## Calciomercato

### Sessione estiva
| Acquisti         | Acquisti          | Acquisti        | Acquisti                   |
| R.               | Nome              | da              | Modalità                   |
| ---------------- | ----------------- | --------------- | -------------------------- |
| C                | Antonio Blanco    | Real Madrid     | definitivo (4 milioni €)   |
| C                | Ander Guevara     | Real Sociedad   | definitivo (1,8 milioni €) |
| D                | Andoni Gorosabel  | Real Sociedad   | definitivo (1,5 milioni €) |
| D                | Nikola Maraš      | Almería         | definitivo (1,5 milioni €) |
| D                | Nahuel Tenaglia   | Talleres (C)    | definitivo (1 milione €)   |
| A                | Kike García       | Osasuna         | gratuito                   |
| A                | Jon Karrikaburu   | Real Sociedad   | prestito                   |
| C                | Ianis Hagi        | Rangers         | prestito                   |
| A                | Álex Sola         | Real Sociedad   | prestito                   |
| A                | Giuliano Simeone  | Atlético Madrid | prestito                   |
| D                | Rafa Marín        | Real Madrid     | prestito                   |
| A                | Samu Omorodion    | Atlético Madrid | prestito                   |
| Altre operazioni |                   |                 |                            |
| R.               | Nome              | da              | Modalità                   |
| D                | Florian Lejeune   | Rayo Vallecano  | fine prestito              |
| A                | Taichi Hara       | Sint-Truiden    | fine prestito              |
| C                | Abdallahi Mahmoud | Istria 1961     | fine prestito              |

| Cessioni         | Cessioni            | Cessioni            | Cessioni                   |
| R.               | Nome                | a                   | Modalità                   |
| ---------------- | ------------------- | ------------------- | -------------------------- |
| D                | Florian Lejeune     | Rayo Vallecano      | definitivo (2,5 milioni €) |
| D                | Jason               | Arouca              | gratuito                   |
| D                | Toni Moya           | Real Saragozza      | gratuito                   |
| C                | Salva Sevilla       | Deportivo La Coruña | gratuito                   |
| A                | Mamadou Sylla       | Real Valladolid     | n.d.                       |
| A                | Taichi Hara         | Kyoto Sanga         | n.d.                       |
| A                | Miguel de la Fuente | Leganés             | prestito                   |
| C                | Abdallahi Mahmoud   | Bellinzona          | prestito                   |
| C                | Álex Balboa         | Huesca              | prestito                   |
| A                | Alan Godoy          | Mirandés            | prestito                   |
| D                | Víctor Laguardia    |                     | ritiro                     |
| Altre operazioni |                     |                     |                            |
| R.               | Nome                | da                  | Modalità                   |
| A                | Asier Villalibre    | Athletic Bilbao     | fine prestito              |
| A                | Antonio Blanco      | Real Madrid         | fine prestito              |
| A                | Rober               | Betis               | fine prestito              |
| D                | Nikola Maraš        | Almería             | fine prestito              |
| D                | Anderson Arroyo     | Liverpool           | fine prestito              |

### Sessione invernale
| Acquisti         | Acquisti       | Acquisti      | Acquisti                |
| R.               | Nome           | da            | Modalità                |
| ---------------- | -------------- | ------------- | ----------------------- |
| A                | Carlos Vicente | Racing Ferrol | definitivo (600 mila €) |
| Altre operazioni |                |               |                         |
| R.               | Nome           | da            | Modalità                |
| A                | Alan Godoy     | Mirandés      | fine prestito           |

| Cessioni         | Cessioni        | Cessioni      | Cessioni      |
| R.               | Nome            | a             | Modalità      |
| ---------------- | --------------- | ------------- | ------------- |
| D                | Nikola Maraš    | Levante       | prestito      |
| A                | Jon Karrikaburu | Real Sociedad | fine prestito |
| Altre operazioni |                 |               |               |
| R.               | Nome            | da            | Modalità      |
| A                | Alan Godoy      | Gimnàstic     | prestito      |

## Risultati

### Primera División

#### Girone di andata
| Arbitro: | De Mera Escuderos |

|                 |           |  |
| San Emeterio 7’ | Marcatori |  |

| Arbitro: | Cuadra Fernández |

|                                             |           |                                       |
| Rioja 7’ R. Duarte 44’ Kike García 54’, 59’ | Marcatori | 15’ (aut.) Abqar 41’ Lamela 90+7’ Mir |

| Arbitro: | Martínez Munuera |

|                          |           |  |
| Borja Mayoral 84’ (rig.) | Marcatori |  |

| Arbitro: | González Fuertes |

|                   |           |  |
| Özkacar 6’ (aut.) | Marcatori |  |

| Arbitro: | García Verdura |

|                           |           |  |
| Palazón 43’ De Frutos 82’ | Marcatori |  |

| Arbitro: | Muñiz Ruiz |

|  |           |                            |
|  | Marcatori | 18’ I. Williams 76’ Sancet |

| Arbitro: | Soto Grado |

|                  |           |               |
| Marín 35’ (aut.) | Marcatori | 73’ Omorodion |

| Arbitro: | Figueroa Vázquez |

|  |           |                        |
|  | Marcatori | 36’ Arnáiz 90’ Budimir |

| Arbitro: | Hernández Hernández |

|                     |           |              |
| Bellerín 35’ (aut.) | Marcatori | 32’ A. Pérez |

| Arbitro: | Gil Manzano |

|                      |           |               |
| G. Moreno 65’ (rig.) | Marcatori | 48’ Omorodion |

| Arbitro: | Muñiz Ruiz |

|                           |           |               |
| Riquelme 26’ Morata 45+1’ | Marcatori | 90+6’ Guevara |

| Arbitro: | Pulido Santana |

|            |           |  |
| Sedlar 79’ | Marcatori |  |

| Arbitro: | Busquets Ferrer |

|                             |           |              |
| Lewandowski 53’, 78’ (rig.) | Marcatori | 1’ Omorodion |

| Arbitro: | Alberola Rojas |

|                                               |           |                  |
| Torrente 11’ (aut.) Rebbach 38’ Omorodion 55’ | Marcatori | 86’ (rig.) Uzuni |

| Palma de Maiorca 3 dicembre 2023, ore 14:00 CET 15ª giornata | Maiorca          | 0 – 0 referto | Alavés | Visit Mallorca Estadi (15 090 spett.)\| Arbitro: \| Figueroa Vázquez \| |
| Arbitro:                                                     | Figueroa Vázquez |               |        |                                                                         |

| Arbitro: | Munuera Montero |

|  |           |                  |
|  | Marcatori | 31’ K. Rodríguez |

| Arbitro: | Francisco José Hernández Maeso |

|                                  |           |  |
| Dovbyk 23’, 59’ (rig.) Portu 42’ | Marcatori |  |

| Arbitro: | de Mera Escuderos |

|  |           |               |
|  | Marcatori | 90+2’ Vázquez |

| Arbitro: | García Verdura |

|                 |           |                  |
| Zubimendi 90+6’ | Marcatori | 76’ (rig.) Rioja |

#### Girone di ritorno
| Arbitro: | Hernández Hernández |

|                            |           |                                            |
| Mir 70’ Ocampos 81’ (rig.) | Marcatori | 26’ Tenaglia 40’ Kike García 90’ R. Duarte |

| Arbitro: | Muñiz Ruiz |

|                  |           |  |
| Rioja 51’ (rig.) | Marcatori |  |

| Arbitro: | Ortiz Arias |

|  |           |                                     |
|  | Marcatori | 10’, 88’ Omorodion 52’ (rig.) Rioja |

| Arbitro: | Martínez Munuera |

|               |           |                                              |
| Omorodion 51’ | Marcatori | 22’ Lewandowski 49’ Gündoğan 63’ Vitor Roque |

| Arbitro: | Melero López |

|               |           |               |
| Omorodion 25’ | Marcatori | 42’ J. Cuenca |

| Siviglia 18 febbraio 2024, ore 21:00 CET 25ª giornata | Betis           | 0 – 0 referto | Alavés | Stadio Benito Villamarín (43 514 spett.)\| Arbitro: \| Busquets Ferrer \| |
| Arbitro:                                              | Busquets Ferrer |               |        |                                                                           |

| Arbitro: | García Verdura |

|               |           |              |
| Benavídez 76’ | Marcatori | 88’ Nastasić |

| Arbitro: | Figueroa Vázquez |

|             |           |  |
| Budimir 76’ | Marcatori |  |

| Arbitro: | Munuera Montero |

|               |           |  |
| Gorosabel 44’ | Marcatori |  |

| Arbitro: | Muñiz Ruiz |

|                   |           |  |
| Guruzeta 32’, 37’ | Marcatori |  |

| Arbitro: | Hernández Maeso |

|  |           |             |
|  | Marcatori | 59’ Pacheco |

| Arbitro: | García Verdura |

|                          |           |  |
| Uzuni 9’ (rig.) Boyé 38’ | Marcatori |  |

| Arbitro: | Gil Manzano |

|                           |           |  |
| Benavídez 15’ Rioja 90+2’ | Marcatori |  |

| Arbitro: | Pulido Santana |

|                                      |           |  |
| Simeone 48’ Guridi 54’ Benavídez 86’ | Marcatori |  |

| Arbitro: | Melero López |

|  |           |                |
|  | Marcatori | 68’ Javi López |

| Arbitro: | Munuera Montero |

|                   |           |                             |
| Guridi 12’, 90+9’ | Marcatori | 4’ E. García 44’ Y. Herrera |

| Arbitro: | Busquets Ferrer |

|                                                           |           |  |
| Bellingham 10’ Vinícius 27’, 70’ Valverde 45+1’ Güler 81’ | Marcatori |  |

| Arbitro: | Figueroa Vázquez |

|                |           |  |
| C. Vicente 12’ | Marcatori |  |

| Arbitro: | Hernández Maeso |

|             |           |                |
| Cardona 71’ | Marcatori | 50’ C. Vicente |

### Coppa del Re
| Arbitro: | Munuera Montero |

|  |           |                                                                                          |
|  | Marcatori | 7’, 38’ Rebbach 13’ R. Duarte 52’, 60’ Alkain 63’, 80’ I. Hagi 68’, 75’, 89’ Karrikaburu |

| Arbitro: | Gil Manzano |

|  |           |            |
|  | Marcatori | 21’ Alkain |

| Arbitro: | Bueno Mateo |

|               |           |  |
| Benavídez 57’ | Marcatori |  |

| Arbitro: | Hernández Ramos |

|                     |           |  |
| Villalibre 28’, 60’ | Marcatori |  |

## Statistiche finali

### Statistiche di squadra
| Competizione | Punti | In casa | In casa | In casa | In casa | In casa | In casa | In trasferta | In trasferta | In trasferta | In trasferta | In trasferta | In trasferta | Totale | Totale | Totale | Totale | Totale | Totale | DR  |
| Competizione | Punti | G       | V       | N       | P       | Gf      | Gs      | G            | V            | N            | P            | Gf           | Gs           | G      | V      | N      | P      | Gf     | Gs     | DR  |
| ------------ | ----- | ------- | ------- | ------- | ------- | ------- | ------- | ------------ | ------------ | ------------ | ------------ | ------------ | ------------ | ------ | ------ | ------ | ------ | ------ | ------ | --- |
| Liga         | 46    | 19      | 9       | 4       | 6       | 23      | 19      | 19           | 3            | 6            | 10           | 13           | 27           | 38     | 12     | 10     | 16     | 36     | 46     | -10 |
| Coppa del Re | -     | 1       | 1       | 0       | 0       | 1       | 0       | 3            | 2            | 0            | 1            | 11           | 2            | 4      | 3      | 0      | 1      | 12     | 2      | +10 |
| Totale       | -     | 20      | 10      | 4       | 6       | 24      | 19      | 22           | 5            | 6            | 11           | 24           | 29           | 42     | 15     | 10     | 17     | 48     | 48     | 0   |

### Andamento in campionato
| Giornata  | 1  | 2 | 3  | 4  | 5  | 6  | 7  | 8  | 9  | 10 | 11 | 12 | 13 | 14 | 15 | 16 | 17 | 18 | 19 | 20 | 21 | 22 | 23 | 24 | 25 | 26 | 27 | 28 | 29 | 30 | 31 | 32 | 33 | 34 | 35 | 36 | 37 | 38 |
| --------- | -- | - | -- | -- | -- | -- | -- | -- | -- | -- | -- | -- | -- | -- | -- | -- | -- | -- | -- | -- | -- | -- | -- | -- | -- | -- | -- | -- | -- | -- | -- | -- | -- | -- | -- | -- | -- | -- |
| Luogo     | T  | C | T  | C  | T  | C  | T  | C  | C  | T  | T  | C  | T  | C  | T  | C  | T  | C  | T  | T  | C  | T  | C  | C  | T  | C  | T  | C  | T  | C  | T  | C  | C  | T  | C  | T  | C  | T  |
| Risultato | P  | V | P  | V  | P  | P  | N  | P  | N  | N  | P  | V  | P  | V  | N  | P  | P  | P  | N  | V  | V  | V  | P  | N  | N  | N  | P  | V  | P  | P  | P  | V  | V  | V  | N  | P  | V  | N  |
| Posizione | 16 | 8 | 14 | 10 | 14 | 14 | 15 | 17 | 17 | 15 | 17 | 14 | 15 | 13 | 13 | 12 | 13 | 16 | 15 | 13 | 12 | 11 | 11 | 12 | 12 | 12 | 13 | 13 | 13 | 13 | 14 | 14 | 12 | 11 | 11 | 11 | 10 | 10 |

Legenda:

Luogo: C = Casa; T = Trasferta. Risultato: V = Vittoria; N = Pareggio; P = Sconfitta.